# 長柄斧

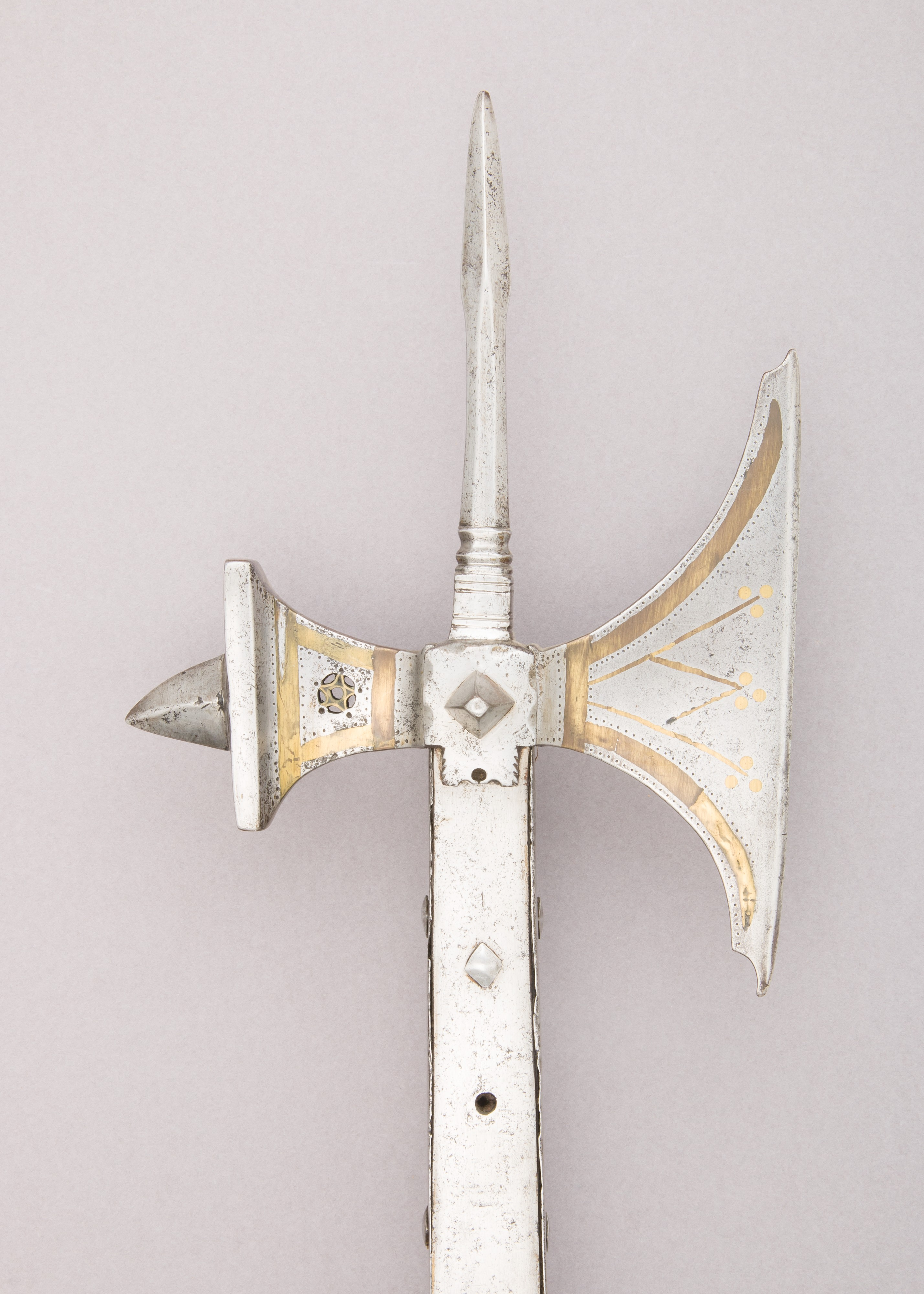
大約1470年，法國勃根地的長柄斧之頭部。

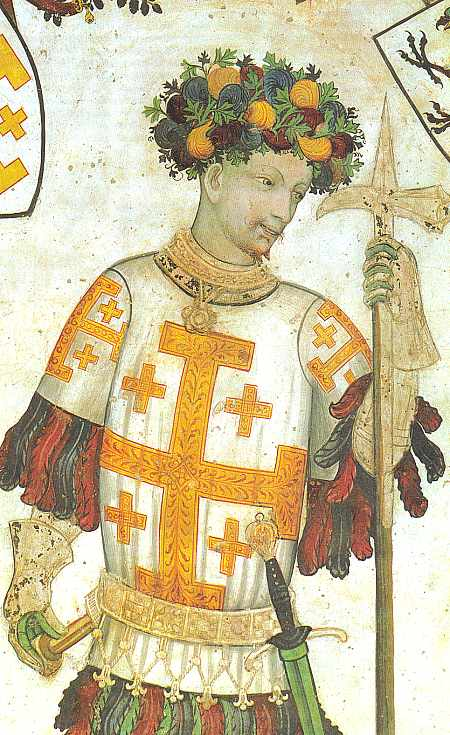
手持長柄斧的曼弗雷德一世（Manfred I, Marquess of Saluzzo）。

東方與西方都有名稱或字義為長柄斧的武器，但兩者形制不同。東方的長柄斧是宋朝用來對付重甲騎兵的武器，明代《武備要略》亦有紀載。
西方的長柄斧，或稱頭斧（pollaxe、poleaxe、pole-axe、pole axe、polax、hache）是歐洲中世紀步兵常用的長柄武器。
關於其名稱，現今的詞源學者有兩派說法，一派認為該名稱poll是指「頭」的意思，可能用於標示其特殊頭部形狀或指這種武器是用來砍頭。；另一派則認為此名稱是長柄斧（poleaxe）的意思。
在14世紀與15世紀時，為了要擊穿板甲而設計出了長柄斧。柄通常長1.2公尺至2公尺，裝著鋼製的斧身，設計因其部件的可替換而差異很大，打擊面通常是一個斧頭或錘子，其反面則是尖刺、錘子或鉤子；而頂端則加上一個側面看起來像匕首的尖刺。
長柄斧常常與斧槍（Halberd）混淆，長柄斧的斧刃通常比斧槍的斧刃來得小，使動能被集中在更小的撞擊面，更適合擊穿厚重盔甲。而有寬斧刃的斧槍通常用來對付較輕薄的盔甲。斧槍的槍身與斧身常是被鍛造成一體，而長柄斧的槍身與斧身則是分開可拆換的。